# Valdštejn (drama)
Valdštejn (1798-1799, tiskem 1800, Wallenstein) je název dramatické trilogie německého dramatika Friedricha Schillera zobrazující události v Plzni a Chebu v zimě na přelomu let 1633/1634, které vedly k zavraždění Albrechta z Valdštejna, nejvyššího velitele císařských vojsk během třicetileté války.
Trilogie se skládá z těchto her:
- Valdštejnův tábor (Wallensteins Lager), premiéra 12. října 1798 ve Výmaru.
- Piccolominiové (Die Piccolomini), premiéra 30. ledna 1799 ve Výmaru.
- Valdštejnova smrt (Wallensteins Tod), premiéra 20. dubna 1799 ve Výmaru.[3]

## Vznik trilogie
Zatímco předcházející čtyři Schillerovy hry patřící do období Sturm und Drang vznikly v poměrně krátkém časovém úseku 1781–1787, leží mezi poslední z nich, Donem Carlosem, a Valdštejnem jedenáct let. Důvodem je jednak básníkův vnitřní přerod projevující se uměleckým příklonem k tzv. výmarské klasice, což vedlo ke změnám v jeho tvůrčí metodě, jednak básníkovo důkladné studium historie a estetiky, korunované historickými pracemi o nizozemské revoluci a třicetileté válce.

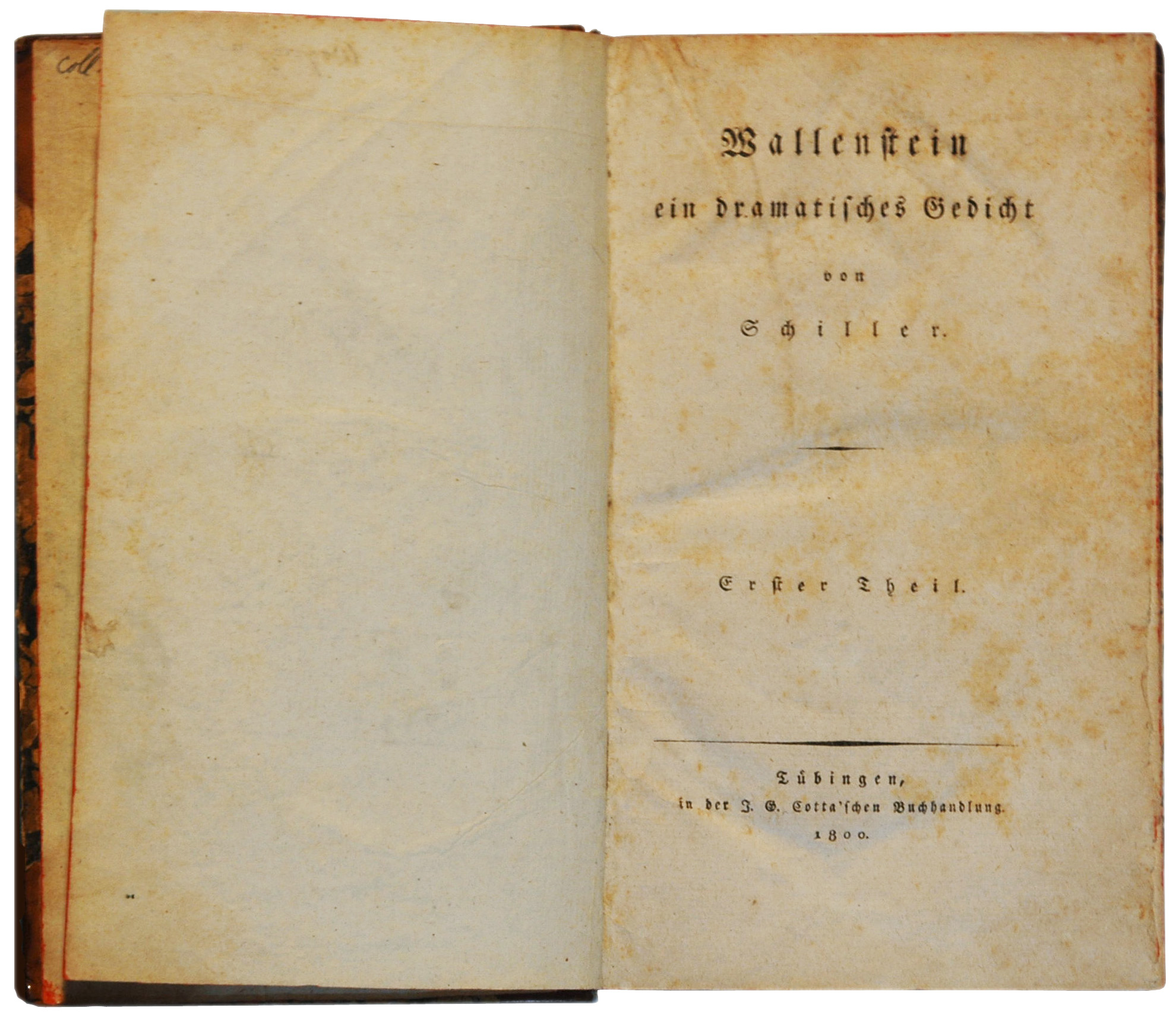
Wallenstein, první vydání z roku 1800

Nápad na vytvoření dramatu o Valdštejnovi dostal Schiller již na počátku roku 1791. První scény vznikly roku 1794, systematicky se ale Schiller hře začal věnovat až roku 1796 s cílem vytvořit realistickou cestou ve Valdštejnovi velký dramatický charakter.
Hru začal Schiller psát v próze, ale brzy přešel k veršované formě. Pro první část trilogie, předehru Valdštejnův tábor, použil tzv. knittelvers, tradiční německý lidový volný čtyřstopý, ale jinak libovolně měřený verš, který se nejlépe hodil pro vyjádření atmosféry vojenského ležení. Oba další díly jsou psány stejně jako Don Carlos blankversem (pětistopým jambickým nerýmovaným veršem).
Původně chtěl Schiller napsat jedno drama, ale rozsáhlost látky jej přinutila vytvořit dvě hry o pěti jednáních, kterým předcházela jednoaktová předehra. Pro její první uvedení u příležitosti znovuotevření výmarského divadla po značných stavebních úpravách napsal Prolog formou básně oslavující znovuotevření divadla, jež je zároveň myšlenkovým úvodem k celé trilogii.
Samotný Schiller později rozdělil Valdštejna pro divadelní provedení do dvou částí. Valdštejnův tábor je obvykle uváděn společně  s Piccolominy, zatímco Valdštejnova smrt jako nejrozsáhlejší část celé trilogie se hraje samostatně. Časté jsou také úpravy, které redukuji trilogii na jednu hru, aby jí bylo možno sehrát za jeden večer.

## Postavy trilogie

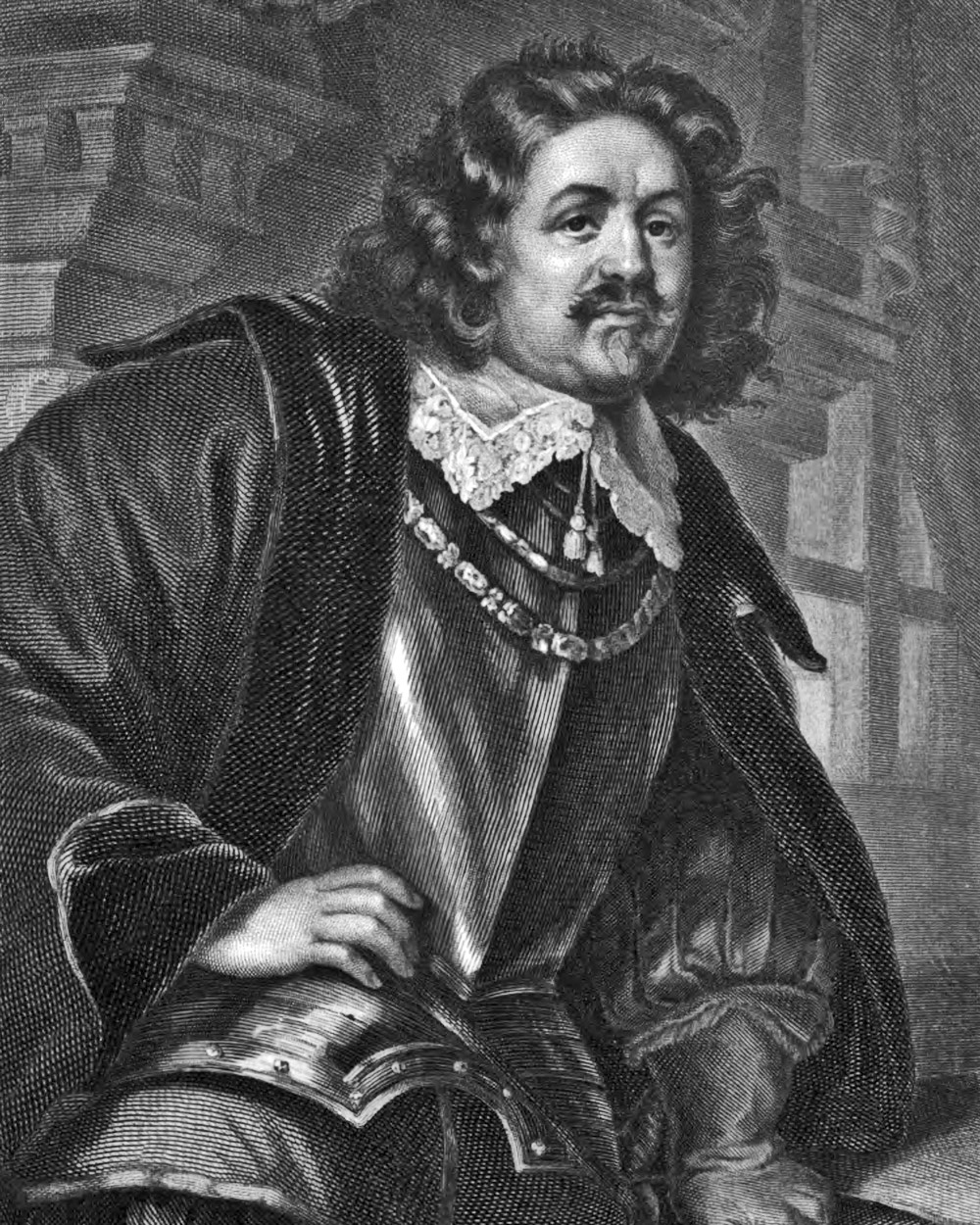
Octavio Piccolomini

- Albrecht z Valdštejna, vévoda z Frýdlantu, generalissimus císařských vojsk za třicetileté války. Jeho postava je zobrazena s vnitřní rozporností. Prahne po stále větší moci, ale zároveň není pragmatickým a bezohledným tyranem jako jeho důvěrníci nebo odpůrci. Váhá zradit císaře Ferdinanda II., současně se ale nedokáže zbavit mocenských ambicí. Tento postoj se mu stane osudným. V okamžiku, kdy bylo na místě rychlé rozhodnutí, se svým nejednáním vydal napospas vnějším silám, které již nedokázal ovládnout.[5]
- vévodkyně z Frýdlantu, Valdštejnova žena, skutečným jménem Isabella Kateřina z Harrachu[6]
- Octavio Piccolomini, císařský generál v hodnosti polního maršála, původně přítel Albrechta z Valdštejna
- Max Piccolomini, jeho syn, plukovník kyrysnického pluku, Schillerem vymyšlená postava[6]
- hrabě Trčka, Valdštejnův švagr, císařský generál
- hraběnka Trčková, jeho manželka, sestra Valdštejnovy ženy
- Illo, polní maršál, Valdštejnův důvěrník
- Isolani, císařský generál chorvatské lehké jízdy
- Buttler, komandant dragounského pluku ve Valdštejnově vojsku
- Tekla, princezna z Frýdlantu, Valdštejnova dcera, Schillerem vymyšlená postava[6]
- John Gordon, velitel Chebu
- Seni, Valdštejnův astrolog

## Děj trilogie

### Valdštejnův tábor

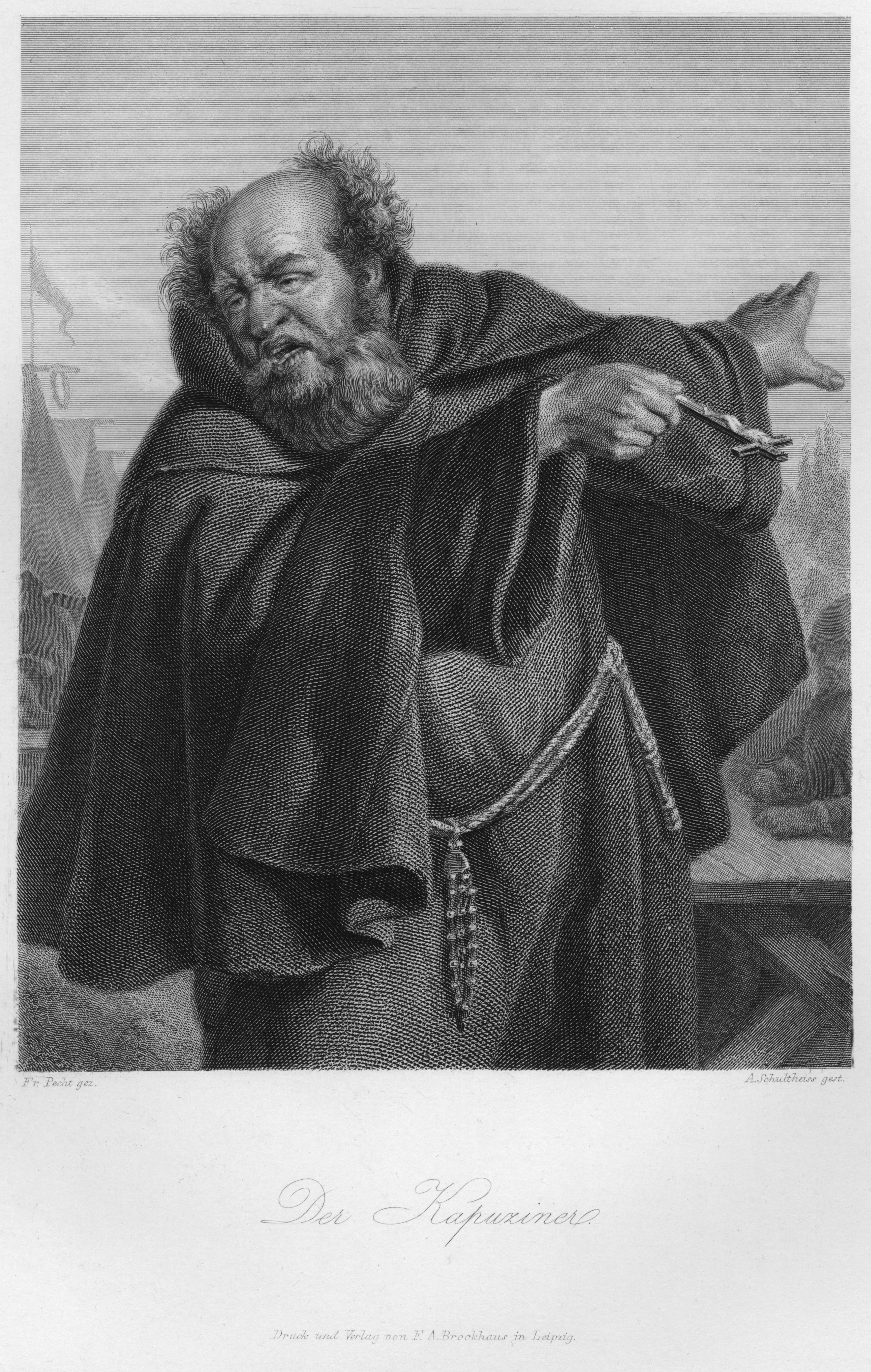
Kapucín, postava z Valdštejnova tábora

První díl trilogie, Valdštejnův tábor, je tvořen pouze jedenácti scénami, jedná se tedy vlastně o jednoaktovku. Odehrává se ve vojenském táboře blízko Plzně a Schiller v ní věrně zobrazil jeho syrovou realitu, když na scénu přivedl prakticky všechny typy jeho obyvatel: žoldnéře, rekruty, markytánky a jejich děti i různé postavy z okolí ležení (sedláky, mnichy atp.).

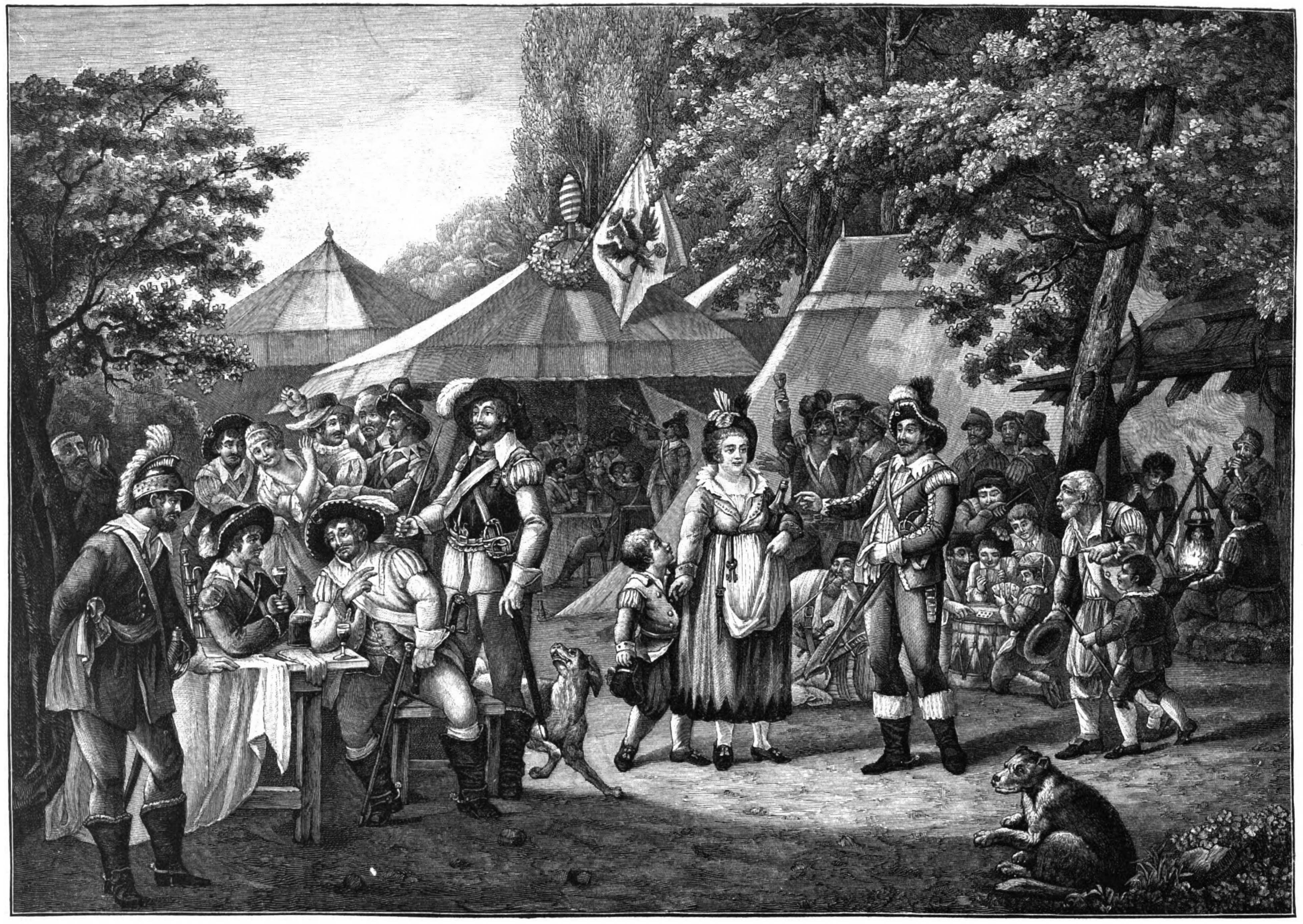
Valdštejnův tábor, ilustrace z roku 1898 z časopisu Die Gartenlaube

Z rozhovorů vojáků vyplývá, že vévoda má u nich veliký respekt. Za svého pána považují jeho a ne císaře. Jsou to lidé vykořenění a pocházející z různých koutů Evropy, spojuje je jen to, že patří do Valdštejnova vojska. Proto je ve hře zachyceno i napětí mezi táborem a až cynickým duchem žoldnéřů a mezi životem měšťanů a jejich pokryteckým katolicismem, propagujícím morální zájmy monarchie. 
Vojáci pijí, hrají v kostky, vyhodí tlustého kapucína, který nadává na bezbožný život vojáků, ale v jejich rozhovorech se neustále ozývá nervozita, nejistota a úvahy nad Valdštejnovou budoucností, které jsou umocněny císařským rozkazem, že má část vojska vyrazit pod vedením bratra španělského krále do Flander. Obávají se, že se císař snaží rozdělit Valdštejnovy jednotky, aby se ho snáze zbavil, protože je již příliš mocný. Chtějí se bránit císařskému rozkazu, ale jen s Valdštejnovým souhlasem, a rozhodnou se proto požádat Maxe Piccolominiho, aby o tom s Valdštejnem promluvil.
Celá hra končí písní oslavující vojenský život, kterou zpívá dragoun, myslivec a dva kyrysníci. Ostatní, spojeni do sboru, jim přizvukují.

### Piccolominiové
Vlastní příběh trilogie začíná až jejím druhým dílem, pětiaktovým dramatem Piccolominiové, jehož děj vychází z reálných historických událostí. Schiller si je pro své potřeby upravil a děj doplnil smyšlenými postavami, protože jedním z témat hry je také milostný vztah mezi Valdštejnovu dcerou Teklou a Maxem, synem Octavia Piccolominiho. Max je zaníceným příznivcem Valdštejna, ve kterém vidí ochránce před císařskou byrokracií zodpovědnou za hrůzy války.

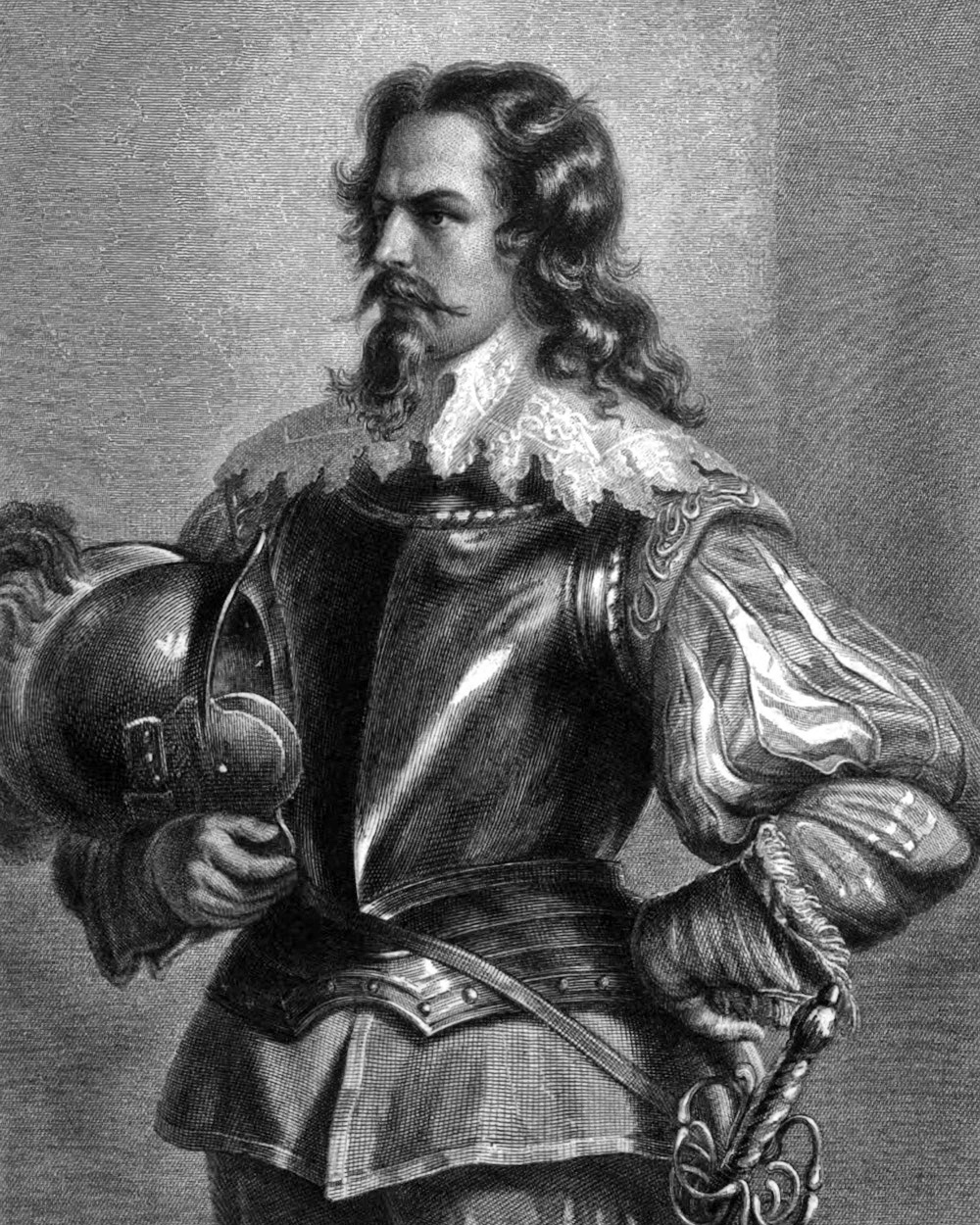
Max Piccolomini

Začátek hry nás uvádí přímo do jejího ideového konfliktu. V gotické síni plzeňské radnice stojí názorově proti sobě na jedné straně Valdštejnovi důstojníci a na druhé straně císařův vyslanec, s nímž je potají srozuměn druhý nejvyšší muž ve vojsku po Valdštejnovi, Octavio Piccolomini.
Valdštejnovi důstojníci jsou vévodovými nadšenými příznivci a váží si jej více než samotného císaře. Aby oslabil jeho moc, nařizuje mu císař poslat část vojska do Flander. Valdštejn se s tím nechce smířit a tajně vyjednává o spojenectví s císařovými nepřáteli Švédy. Neví ale, že jeho přítel a důvěrník Octavio Piccolomini, který zná jeho plány, zůstal věrný císaři a má plnou moc k oficiálnímu nahrazení Valdštejna ve funkci vrchního velitele.

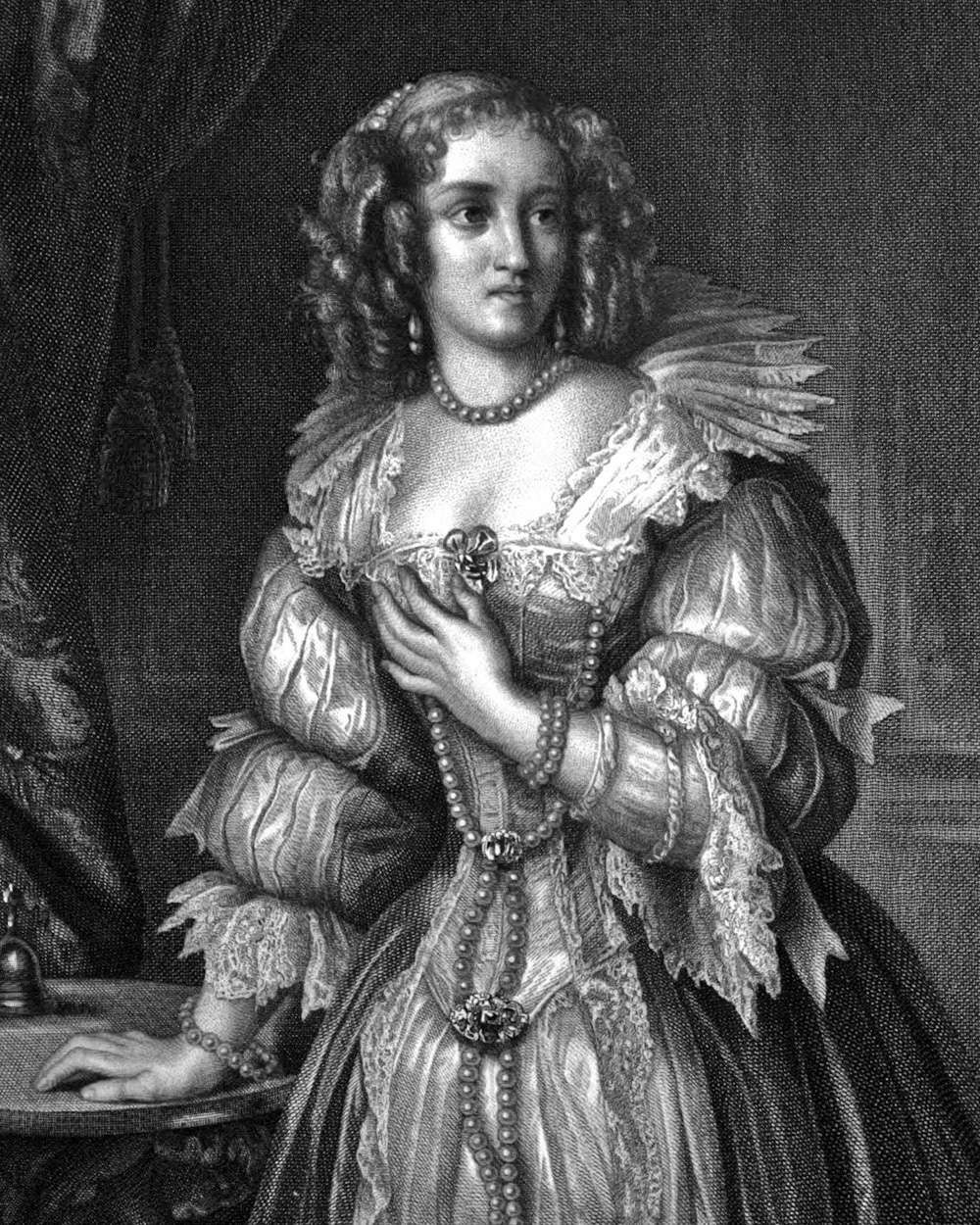
Valdštejnova dcera Tekla

Objevuje se Piccolominiův syn Max jako doprovod Valdštejnovy manželky a dcery Tekly. Vévodkyně přináší z císařského dvora ve Vídni špatné zprávy. Byla tam přijata chladně a doslechla se, že její muž má být sesazen. 
Valdštejn při rozhovoru se svým švagrem, hrabětem Trčkou, odhalí své plány. Ohrožený ve svém postavení, má jediný cíl, uchovat si svou moc. Maršál Illo ujišťuje Valdštejna o podpoře jeho důstojníků, zpochybňuje jen věrnost Octavia Piccolominiho. Tím si je však Valdštejn díky jejich dlouhodobému přátelství a také výsledkům horoskopu jist.
Illo chce Valdštejna donutit ke vzpouře. Aby jej přesvědčil, že jsou mu jeho důstojníci opravdu nade vše věrni, přichystá úskok. Dokud jsou důstojníci střízliví, přečte jim prohlášení, ve kterém se zavazují k absolutní věrnosti vévodovi s výjimkou svých povinností vůči císaři. Ale podepsat jim ho dá, až když jsou opilí, a to je již text o věrnosti císaři odstraněn. Důstojníci pak budou císařem považováni za zrádce bez ohledu na to, jak to ve skutečnosti bylo, a o to více budou sloužit vévodovi.
Max se obává, že kvůli svému nerovnému společenskému postavení Teklu nikdy nezíská za ženu. Idealizuje si ale svého otce a chce mu o své lásce říci, aby mu pomohl. Tekla je zase připravena prosadit svou lásku u svého otce.
Hra končí nočním rozhovorem Maxe se svým otcem v domě Piccolominiů. Octavio ho seznámí s Valdštejnovou zradou i se svou plnou mocí. Max svému otci to,  že chce Valdštejn císaře zradit, nevěří. Když se objeví kurýr se zprávou o zadržení Valdštejnova tajného posla ke Švédům, rozhodne se k otcovu zděšení jít přímo za Valdštejnem, aby od něho zjistil pravdu.

### Valdštejnova smrt
Ve Valdštejnově smrti, závěrečné a zároveň nejrozsáhlejší části trilogie, vedou konflikty připravované v předcházející části k tragickému konci. Děj bezprostředně navazuje na předcházející část a začíná ve Valdštejnově astrologické laboratoři v Plzni. Valdštejn věří výkladu astrologa Seniho a svému šťastnému osudu. Najednou se objeví rozrušený hrabě Trčka se špatnou zprávou: jejich tajný vyjednavač byl na cestě ke Švédům chycen císařskými vojáky. Možnost rebelie, která měla být pouze Valdštejnovou kartou v taktické hře o udržení jeho postavení, se tím mění v nutnost. Po chvilce pochybností a po přesvědčování od Illa, Trčky a především od Trčkovy ženy se Valdštejn rozhodne definitivně uzavřít spojenectví se Švédy.

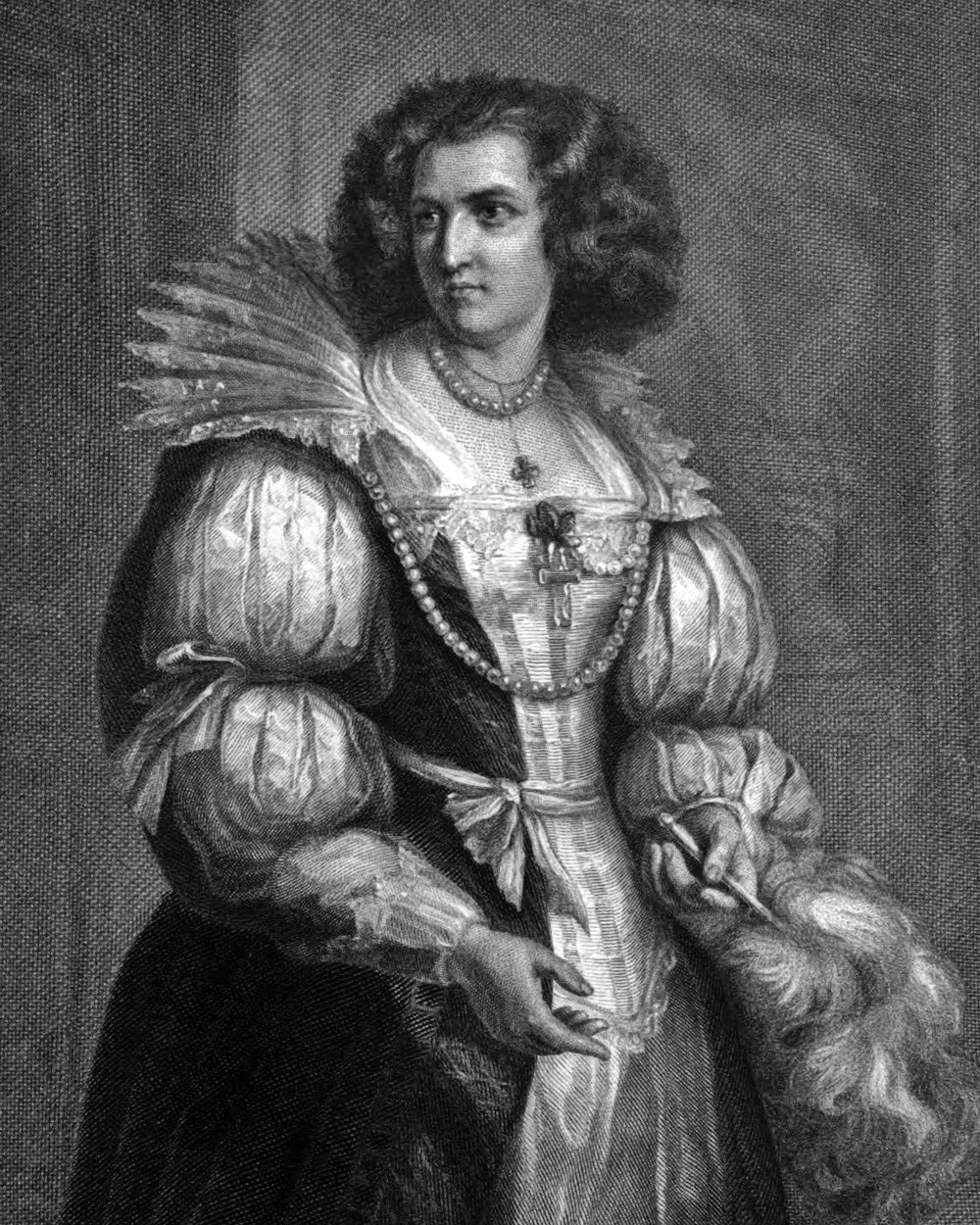
Hraběnka Trčková

Za Valdštejnem přichází Max Piccolomini, a když se dozví, že vévoda se opravdu chce přidat ke Švédům, je zmítán mezi loajalitou k císaři na jedné straně, obdivem k Valdštejnovi a láskou k jeho dceři Tekle na straně druhé. Nakonec je zhnusen jak Valdštejnem, tak i svým otcem, který jej zradil.
Maxovu otci, Octaviovi Piccolominimu, se mezitím podaří přesvědčit téměř všechny významné představitele Valdštejnovy armády, aby se od svého velitele odvrátili. Přetáhne mimo jiné na svou stranu generála Isolaniho nebo komandanta Buttlera, kterému řekl, že Valdštejn tajně bránil jeho kariéře. Buttler sice zůstává u Valdštejna, ale jen proto, aby se mu mohl pomstít.
Hraběnka Trčková nejprve poví Tekle o zradě jejího otce, což Tekla i její matka považují za tragédii. Valdštejn poté místo rázného činu nachází znovu důvod, proč se vzpourou ještě nezačít. Rozhodne se počkat na poselství z Prahy, zda je v jeho rukou či nikoliv. Dozvídá se také o lásce své dcery a Maxe, odmítá ji a pyšně prohlašuje, že zetě si bude hledat jen na evropských trůnech.
Když se Valdštejn dozví, že se jeho armáda v Praze (ale i jinde v Čechách) od něho odvrací, snaží se ho Max přesvědčit, aby od vzpoury ustoupil. Nakonec Valdštejna opouští i se svými vojáky a následně se s nimi vrhá do beznadějného boje se Švédy, ve kterém zahyne. Valdštejn se svou rodinou a zbytkem věrných prchá do Chebu, kde se definitivně spojí se Švédy. Když se Tekla dozví o Maxově smrti, rozhodne se navštívit jeho hrob. Její další osud je nejasný, snad na milencově hrobě nalezla také svou smrt.

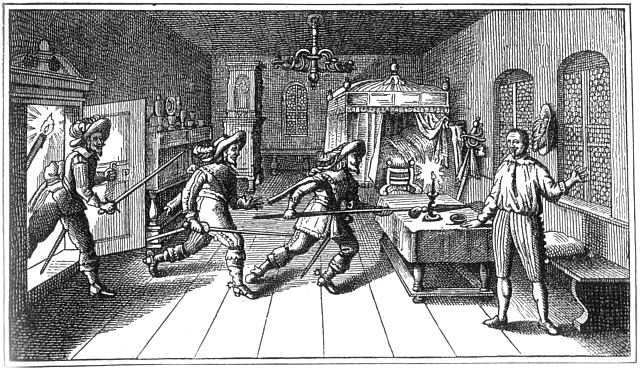
Zavraždění Albrechta z Valdštejna

Z rozhovoru Buttlera s Gordonem, velitelem Chebu, vyplývá, že Cheb se řídí císařskými rozkazy, takže se Valdštejn, aniž to ví, vydává do rukou svých nepřátel. Vítězství Švédů nad Maxovým vojskem vyvolá u Buttlera myšlenku na vraždu vévody, který by mohl díky Švédům uniknout. Gordon se mu snaží vraždu vymluvit, ale pro záchranu vévody neudělá nic. Astrolog Seni vévodu varuje, že bude zavražděn, ale nepřátele vidí díky svému katolickému zaměření omylem ve Švédech, jejichž vojsko se podle zpráv blíží k Chebu.

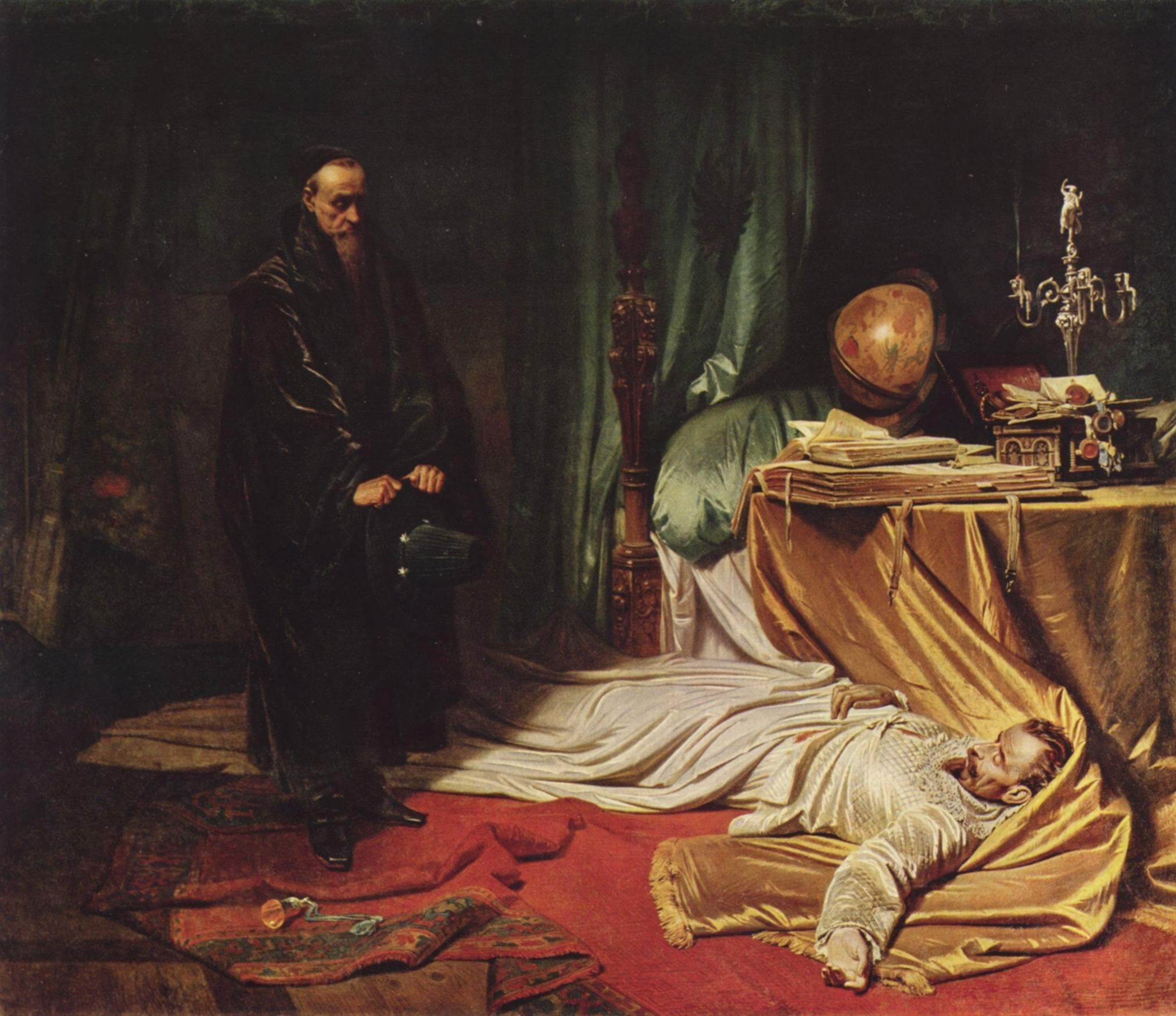
Astrolog Seni nad mrtvým Valdštejnem, obraz Karla von Pilotyho z roku 1855

V noci Buttler se svými dragouny a s hejtmany Deverouxem a Macdonaldem během hostiny na chebském hradě zabijí Illa a Trčku a poté zavraždí samotného Valdštejna v jeho ložnici ve městě. Vraždy nejsou na jevišti předvedeny. O zabití Illa a Trčky je divák informován tím, že na hradě zhasnou v hodovní síni světla, vražda Valdštejna je inscenována zvuky ze zákulisí.  
Když se zjistí, že ve skutečnosti se k Chebu neblíží švédské vojsko, ale císařští pod vedením Octavia Piccolominiho, jeví se Valdštejnovo zabití jako zbytečné. Samotný Octavio je pokrytecky zděšen, odmítá jakoukoliv odpovědnost za vraždu a licoměrně lituje, že bylo císařovo jméno touto vraždou poskvrněno. Buttler mu odpoví, že má opravdu čisté ruce, protože k vraždě využil jeho.
Hra končí rozhovorem Octavia s hraběnkou Trčkovou, která marně hledá Teklu a netuší, že vévoda i její manžel jsou mrtvi. Když zjistí tuto tragickou skutečnost, Octavio jí slibuje císařskou milost. Neví však, že se hraběnka otrávila, protože nechtěla přežít pád svého rodu. Pak se objeví císařský posel se zprávou, že Octavio Piccolomini byl za svou věrnost císaři povýšen do knížecího stavu.

#### „Znám své Pappenheimské“
Ze hry Valdštejnova smrt pochází úsloví Znám své Pappenheimské (Ich kenne meine Pappenheimer), které vyjadřuje, že víme, co čekat od určité skupiny lidí (zde v kladném, obvykle však v nepříznivém smyslu).
Podle Schillera řekl Valdštejn delegaci vojáků pappenheimského pluku Daran erkenn´ ich meine Pappenheimer (Tak ve vás poznávám své Pappenheimské), když se ho přišla zeptat, co je pravdy na tom, že chystá zradu císaře a přechod na švédskou stranu.
Schiller Valdštejnova slova nemyslel tak, jak je chápeme dnes, totiž jako sdělení, že známe nedostatky dané skupiny lidí, a že nás tudíž nemohou ničím překvapit. Původně šlo jen o poněkud licoměrnou pochvalu vojákům elitního pluku za věrnost císaři, protože Valdštejn zradu opravdu chystal a chtěl mít Pappenheimské na své straně. Jak došlo k významovému posunu tohoto citátu ze Schillerova dramatu, je nejasné.

## Filmové adaptace
- Wallenstein (1962), západoněmecký televizní film, režie Franz Peter Wirth, v titulní roli Wilhelm Borchert.
- Wallenstein (1987), západoněmecký třídílný televizní film, režie Franz Peter Wirth, v titulní roli Thomas Holtzmann.[9]

## Česká vydání a inscenace (výběr)
- Valdštýnův tábor; Pikolomini, Praha: Ignác Leopold Kober 1866, přeložil Josef Jiří Kolár.
- Smrt Valdštýnova. Praha: Ignác Leopold Kober 1867, přeložil Josef Jiří Kolár.
- Smrt Valdštýnova, inscenace Národního divadla Brno, premiéra 19. listopadu 1887, přeložil Josef Jiří Kolár, další údaje nejsou známy.[10]
- Valdštýnův tábor; Pikolomini, inscenace Národního divadla v Praze, premiéra 13. března 1888, přeložil Josef Jiří Kolár., režie František Kolár a Josef Šmaha, v roli Valdštejna Karel Šimanovský.[11]
- Valdštejnova smrť, inscenace Národního divadla v Praze, premiéra 26. března 1888, přeložil Josef Jiří Kolár, režie František Kolár, v roli Valdštejna Karel Šimanovský.[12]
- Smrt Valdštýnova, inscenace Národního divadla Brno, premiéra 1. prosince 1892, přeložil Josef Jiří Kolár. režie Vendelín Budil, obsazení není známo.[13]
- Valdštejn, inscenace Národního divadla v Praze, premiéra 27. listopadu 1909, přeložil Bohdan Kaminský,  režie Jaroslav Kvapil, v roli Valdštejna Eduard Vojan.[14]
- Valdštejn, Praha: Jan Otto 1910, přeložil Bohdan Kaminský.
- Valdštejn,  inscenace Národního divadla Brno, premiéra 23. ledna 1914, přeložil Bohdan Kaminský, režie Eduard Vojan, obsazení není známo.[15]
- Valdštejn, inscenace Národního divadla v Praze, premiéra 12. října 1933, přeložil Bohdan Kaminský,  režie Karel Dostal, v roli Valdštejna Václav Vydra st..[16]
- Valdštýn, Praha: Melantrich 1944, přeložil a pro jednovečerní představení upravil Václav Renč, dílo vzniklo sloučením dramatu Piccolomini a tragédie Valdštýnova smrt.
- Valdštejn, 1. díl (Valdštejnův tábor - Piccolomini), Praha: ČLDJ 1956, přeložil Vladimír Šrámek.
- Valdštejn, 2. díl (Valdštejnova smrt), Praha: ČLDJ 1956, přeložil Vladimír Šrámek.
- Valdštejn, in Valdštejn; Marie Stuartovna; Panna Orleánská. Praha: SNKLHU 1958, přeložil Vladimír Šrámek.
- Valdštejnova smrt, inscenace pražského Divadla na Vinohradech, premiéra 12. listopadu 1999, přeložil Jiří Gruša, režie Petr Kracik, v roli Valdštejna Ladislav Frej.[17]